# 五島源
五島 源（ごとう げん、2003年3月28日 - ）は、ジャパンラグビーリーグワンの静岡ブルーレヴズに所属しているラグビーユニオン選手。

## 略歴
3歳から周南ラグビースクール（山口県周南市）でラグビーを始める。
山口大学教育学部附属光中学校から、ラグビーのために尾道高等学校（広島県尾道市）に進学。高2・高3では、花園（全国高等学校ラグビーフットボール大会）にフルバックやウィングで出場した。
帝京大学に進み、1年の時に関東大学対抗戦に控えのセンターで初出場。2025年1月、第61回全国大学ラグビーフットボール選手権大会には控えのセンターで準決勝・決勝に出場し、チームは4連覇を果たした。
2025年1月21日、ジャパンラグビーリーグワンの静岡ブルーレヴズへアーリーエントリーでの入団を発表した。同年3月、帝京大学卒業。